# Copa de Dinamarca
La Copa de Dinamarca (en danés: Landspokalturneringen), conocida como Sydbank Pokalen por motivos de patricinio, es la competencia oficial por sistema de eliminación directa del fútbol danés. La copa se ha jugado anualmente desde 1955 y es organizada por la Unión Danesa de Fútbol.
De 1955 a 1990 la final tuvo lugar en el Københavns Idrætspark de la capital, Copenhague. A finales de 1990 el estadio, inaugurado en 1911, fue demolido. La final de 1991 se jugó en el Estadio de Odense y en 1992 en el Estadio de Aarhus. Desde 1993 la final se celebra en el Parken Stadion, estadio construido en el lugar del antiguo Københavns Idrætspark.

## Formato
Cada club solo puede tener un equipo en el torneo (su primer equipo). Si un partido (con excepción de una de las dos piernas semifinales, excepto si el resultado del segundo partido da un empate total (suma de los goles de cada equipo en los dos partidos), incluida la regla de goles realizados en calidad de visitante) termina en un empate, se agregan dos períodos extras de quince minutos, con tiros penales en caso de que subsista el empate después del tiempo extra.
El equipo campeón accede a la cuarta ronda de clasificación de la Liga Europea de la UEFA.

## Antiguos nombres
- 1990-1996 - Giro Cup
- 1997-1999 - Compaq Cup
- 2000-2009 - DONG Cup
- 2009-2011 - Ekstra Bladet Cup
- desde 2012 - DBU Pokalen

## Palmarés

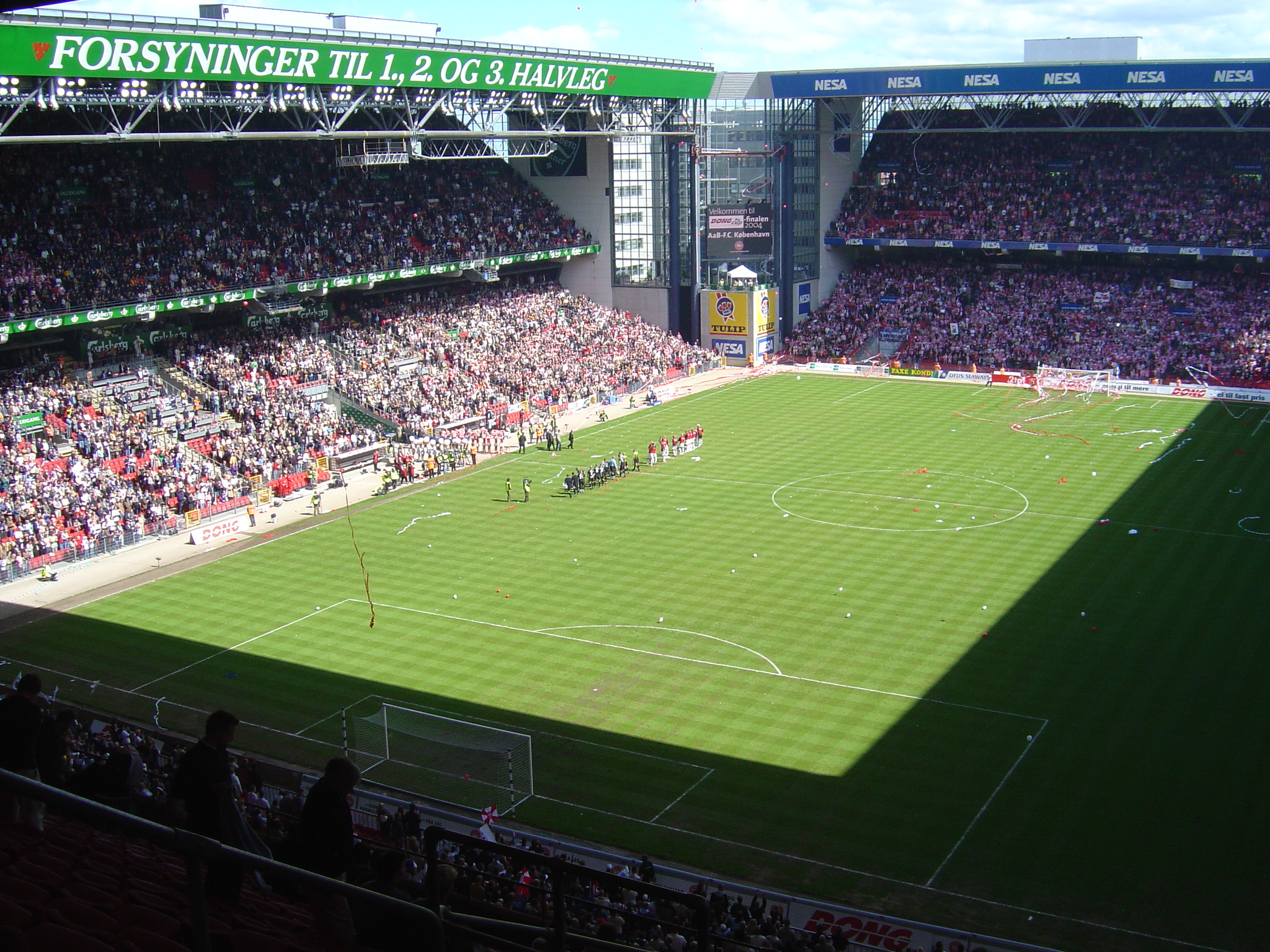
Parken Stadion de Copenhague, final 2004 entre FC Copenhague y Aalborg BK.

| Temporada | Campeón           | Resultado            | Finalista         | Sede de la final            |
| --------- | ----------------- | -------------------- | ----------------- | --------------------------- |
| 1954–55   | AGF Aarhus        | 4 - 0                | Aalborg Chang     | Idrætsparken, Copenhague    |
| 1955–56   | Frem Copenhague   | 1 - 0                | AB Akademisk      | Idrætsparken, Copenhague    |
| 1956–57   | AGF Aarhus        | 2 - 0                | Esbjerg fB        | Idrætsparken, Copenhague    |
| 1957–58   | Vejle BK          | 3 - 2                | KB Copenhague     | Idrætsparken, Copenhague    |
| 1958–59   | Vejle BK          | 1 - 1, 1 - 0         | AGF Aarhus        | Idrætsparken, Copenhague    |
| 1959–60   | AGF Aarhus        | 2 - 0                | Frem Sakskøbing   | Idrætsparken, Copenhague    |
| 1960–61   | AGF Aarhus        | 2 - 0                | KB Copenhague     | Idrætsparken, Copenhague    |
| 1961–62   | B 1909 Odense     | 1 - 0                | Esbjerg fB        | Idrætsparken, Copenhague    |
| 1962–63   | B 1913 Odense     | 2 - 1                | Køge BK           | Idrætsparken, Copenhague    |
| 1963–64   | Esbjerg fB        | 2 - 1                | Odense KFUM       | Idrætsparken, Copenhague    |
| 1964–65   | AGF Aarhus        | 1 - 0                | KB Copenhague     | Idrætsparken, Copenhague    |
| 1965–66   | Aalborg BK        | 3 - 1                | KB Copenhague     | Idrætsparken, Copenhague    |
| 1966–67   | Randers Freja     | 1 - 0                | Aalborg BK        | Idrætsparken, Copenhague    |
| 1967–68   | Randers Freja     | 3 - 1                | Vejle BK          | Idrætsparken, Copenhague    |
| 1968–69   | KB Copenhague     | 3 - 0                | Frem Copenhague   | Idrætsparken, Copenhague    |
| 1969–70   | Aalborg BK        | 2 - 1                | Lyngby BK         | Idrætsparken, Copenhague    |
| 1970–71   | B 1909 Odense     | 1 - 0                | Frem Copenhague   | Idrætsparken, Copenhague    |
| 1971–72   | Vejle BK          | 2 - 0                | Fremad Amager     | Idrætsparken, Copenhague    |
| 1972–73   | Randers Freja     | 2 - 0                | B 1901 Nykøbing   | Idrætsparken, Copenhague    |
| 1973–74   | Vanløse IF        | 5 - 2                | OB Odense         | Idrætsparken, Copenhague    |
| 1974–75   | Vejle BK          | 1 - 0                | Holbæk B&I        | Idrætsparken, Copenhague    |
| 1975–76   | Esbjerg fB        | 2 - 1                | Holbæk B&I        | Idrætsparken, Copenhague    |
| 1976–77   | Vejle BK          | 2 - 1                | B 1909 Odense     | Idrætsparken, Copenhague    |
| 1977–78   | Frem Copenhague   | 1–1, 1–1, (5-4 pen.) | Esbjerg fB        | Idrætsparken, Copenhague    |
| 1978–79   | B 1903 Copenhague | 1 - 0                | Køge BK           | Idrætsparken, Copenhague    |
| 1979–80   | Hvidovre IF       | 5 - 3                | Lyngby BK         | Idrætsparken, Copenhague    |
| 1980–81   | Vejle BK          | 2 - 1                | Frem Copenhague   | Idrætsparken, Copenhague    |
| 1981–82   | B 93 Copenhague   | 3 - 3, 1 - 0         | B 1903 Copenhague | Idrætsparken, Copenhague    |
| 1982–83   | OB Odense         | 3 - 0                | B 1901 Nykøbing   | Idrætsparken, Copenhague    |
| 1983–84   | Lyngby BK         | 2 - 1                | KB Copenhague     | Idrætsparken, Copenhague    |
| 1984–85   | Lyngby BK         | 3 - 2                | Esbjerg fB        | Idrætsparken, Copenhague    |
| 1985–86   | B 1903 Copenhague | 2 - 1                | Ikast FS          | Idrætsparken, Copenhague    |
| 1986–87   | AGF Aarhus        | 3 - 0                | Aalborg BK        | Idrætsparken, Copenhague    |
| 1987–88   | AGF Aarhus        | 2 - 1                | Brøndby IF        | Idrætsparken, Copenhague    |
| 1988–89   | Brøndby IF        | 6 - 3                | Ikast FS          | Idrætsparken, Copenhague    |
| 1989–90   | Lyngby BK         | 0 - 0; 6 - 1         | AGF Aarhus        | Idrætsparken, Copenhague    |
| 1990–91   | OB Odense         | 0–0, 0–0, (4-3 pen.) | Aalborg BK        | Odense Stadion, Odense      |
| 1991–92   | AGF Aarhus        | 3 - 0                | B 1903 Copenhague | Aarhus Idrætspark, Aarhus   |
| 1992–93   | OB Odense         | 2 - 0                | Aalborg BK        | Parken Stadion, Copenhague  |
| 1993–94   | Brøndby IF        | 0 - 0 (3-1 pen.)     | Næstved IF        | Parken Stadion, Copenhague  |
| 1994–95   | FC Copenhague     | 5 - 0                | AB Akademisk      | Parken Stadion, Copenhague  |
| 1995–96   | AGF Aarhus        | 2 - 0                | Brøndby IF        | Parken Stadion, Copenhague  |
| 1996–97   | FC Copenhague     | 2 - 0                | Ikast FS          | Parken Stadion, Copenhague  |
| 1997–98   | Brøndby IF        | 4 - 1                | FC Copenhague     | Parken Stadion, Copenhague  |
| 1998–99   | AB Akademisk      | 2 - 1                | Aalborg BK        | Parken Stadion, Copenhague  |
| 1999–00   | Viborg FF         | 1 - 0                | Aalborg BK        | Parken Stadion, Copenhague  |
| 2000–01   | Silkeborg IF      | 4 - 1                | AB Akademisk      | Parken Stadion, Copenhague  |
| 2001–02   | OB Odense         | 2 - 1                | FC Copenhague     | Parken Stadion, Copenhague  |
| 2002–03   | Brøndby IF        | 3 - 0                | FC Midtjylland    | Parken Stadion, Copenhague  |
| 2003–04   | FC Copenhague     | 1 - 0                | Aalborg BK        | Parken Stadion, Copenhague  |
| 2004–05   | Brøndby IF        | 3 - 2                | FC Midtjylland    | Parken Stadion, Copenhague  |
| 2005–06   | Randers FC        | 1 - 0                | Esbjerg fB        | Parken Stadion, Copenhague  |
| 2006–07   | OB Odense         | 2 - 1                | FC Copenhague     | Parken Stadion, Copenhague  |
| 2007–08   | Brøndby IF        | 3 - 2                | Esbjerg fB        | Parken Stadion, Copenhague  |
| 2008–09   | FC Copenhague     | 1 - 0                | Aalborg BK        | Parken Stadion, Copenhague  |
| 2009–10   | FC Nordsjælland   | 2 - 0                | FC Midtjylland    | Parken Stadion, Copenhague  |
| 2010–11   | FC Nordsjælland   | 3 - 2                | FC Midtjylland    | Parken Stadion, Copenhague  |
| 2011–12   | FC Copenhague     | 1 - 0                | AC Horsens        | Parken Stadion, Copenhague  |
| 2012–13   | Esbjerg fB        | 1 - 0                | Randers FC        | Parken Stadion, Copenhague  |
| 2013–14   | Aalborg BK        | 4 - 2                | FC Copenhague     | Parken Stadion, Copenhague  |
| 2014–15   | FC Copenhague     | 3 - 2                | FC Vestsjælland   | Parken Stadion, Copenhague  |
| 2015–16   | FC Copenhague     | 2 - 1                | AGF Aarhus        | Parken Stadion, Copenhague  |
| 2016–17   | FC Copenhague     | 3 - 1                | Brøndby IF        | Parken Stadion, Copenhague  |
| 2017–18   | Brøndby IF        | 3 - 1                | Silkeborg IF      | Parken Stadion, Copenhague  |
| 2018–19   | FC Midtjylland    | 1 - 1 (4-3 pen.)     | Brøndby IF        | Parken Stadion, Copenhague  |
| 2019–20   | SønderjyskE       | 2 - 0                | Aalborg BK        | Esbjerg Stadion, Esbjerg    |
| 2020–21   | Randers           | 4 - 0                | SønderjyskE       | Ceres Arena, Aarhus         |
| 2021–22   | FC Midtjylland    | 0 - 0 (4 - 3 pen.)   | OB Odense         | Estadio Brøndby, Copenhague |
| 2022–23   | FC Copenhague     | 1 - 0                | Aalborg BK        | Parken Stadion, Copenhague  |
| 2023–24   | Silkeborg IF      | 1 - 0                | AGF Aarhus        | Parken Stadion, Copenhague  |
| 2024–25   | FC Copenhague     | 3 - 0                | Silkeborg IF      | MCH Arena, Herning          |

## Títulos por club
| Club              | Campeón | 2.º | Años campeón                                               |
| ----------------- | ------- | --- | ---------------------------------------------------------- |
| FC Copenhague     | 10      | 4   | 1995, 1997, 2004, 2009, 2012, 2015, 2016, 2017, 2023, 2025 |
| AGF Aarhus        | 9       | 4   | 1955, 1957, 1960, 1961, 1965, 1987, 1988, 1992, 1996       |
| Brøndby IF        | 7       | 4   | 1989, 1994, 1998, 2003, 2005, 2008, 2018                   |
| Vejle BK          | 6       | 1   | 1958, 1959, 1972, 1975, 1977, 1981                         |
| OB Odense         | 5       | 2   | 1983, 1991, 1993, 2002, 2007                               |
| Aalborg BK        | 3       | 10  | 1966, 1970, 2014                                           |
| Esbjerg fB        | 3       | 6   | 1964, 1976, 2013                                           |
| Lyngby BK         | 3       | 2   | 1984, 1985, 1990                                           |
| Randers Freja     | 3       | –   | 1967, 1968, 1973                                           |
| FC Midtjylland    | 2       | 4   | 2019, 2022                                                 |
| Frem Copenhague   | 2       | 3   | 1956, 1978                                                 |
| B 1903 Copenhague | 2       | 2   | 1979, 1986                                                 |
| Silkeborg IF      | 2       | 2   | 2001, 2024                                                 |
| B 1909 Odense     | 2       | 1   | 1962, 1971                                                 |
| Randers FC        | 2       | 1   | 2006, 2021                                                 |
| FC Nordsjælland   | 2       | –   | 2010, 2011                                                 |
| KB Copenhague     | 1       | 5   | 1969                                                       |
| AB Akademisk      | 1       | 3   | 1999                                                       |
| SønderjyskE       | 1       | 1   | 2020                                                       |
| B 1913 Odense     | 1       | –   | 1963                                                       |
| Vanløse IF        | 1       | –   | 1974                                                       |
| Hvidovre IF       | 1       | –   | 1980                                                       |
| B.93 Copenhague   | 1       | –   | 1982                                                       |
| Viborg FF         | 1       | –   | 2000                                                       |
| Ikast FS          | –       | 3   | -----                                                      |
| Holbæk B&I        | –       | 2   | -----                                                      |
| B 1901 Nykøbing   | –       | 2   | -----                                                      |
| Køge BK           | –       | 2   | -----                                                      |
| Frem Sakskøbing   | –       | 1   | -----                                                      |
| Fremad Amager     | –       | 1   | -----                                                      |
| Næstved IF        | –       | 1   | -----                                                      |
| Odense KFUM       | –       | 1   | -----                                                      |
| Aalborg Chang     | –       | 1   | -----                                                      |
| AC Horsens        | –       | 1   | -----                                                      |
| FC Vestsjælland   | –       | 1   | -----                                                      |